# Partia Ojczyzny (1997)
Partia Ojczyzny (dari: حزب وطن, Hezb-e Watan) – afgańska centrolewicowa partia polityczna, założona w 1997 roku. Jest ona kontynuatorką działającej w latach 1989-1992 partii o tej samej nazwie, zdelegalizowanej przez talibów.
Partia Ojczyzny zadeklarowała poparcie dla urzędującego w latach 2014-2020 premiera Afganistanu, Abdullaha Abdullaha. W 2017 roku struktury Partii Ojczyzny działały również w Europie Zachodniej (między innymi w Niemczech), państwach byłego Związku Radzieckiego i Australii.

## Historia
Partia Ojczyzny została założona dnia 28 czerwca 1997 roku podczas konferencji w Monachium, na lidera ugrupowania został wybrany Muhammad Isa Dżassur.
W listopadzie 2000 roku we Frankfurcie nad Menem zorganizowano drugi kongres partyjny, gdzie skrytykowani zostali liderzy Ludowo-Demokratycznej Partii Afganistanu (Nur Mohammad Taraki, Hafizullah Amin, Babrak Karmal i Mohammad Nadżibullah).
28 lipca 2017 roku miała miejsce konferencja działaczy partyjnych w Kabulu, na której było tysiące osób; spotkanie zostało zwołane przez Abdula Dżabbara Kahramana, byłego deputowanego do Zgromadzenia Narodowego. Na podstawie prowadzonej przez Mohammada Nadżibullaha polityki pojednania narodowego, Kahraman wezwał członków byłej Partii Ojczyzny do dołączenia do zreaktywowanego ugrupowania.
W 2018 roku Partia Ojczyzny ogłosiła zamiar startu w wyborach parlamentarnych.